# Río Piedras

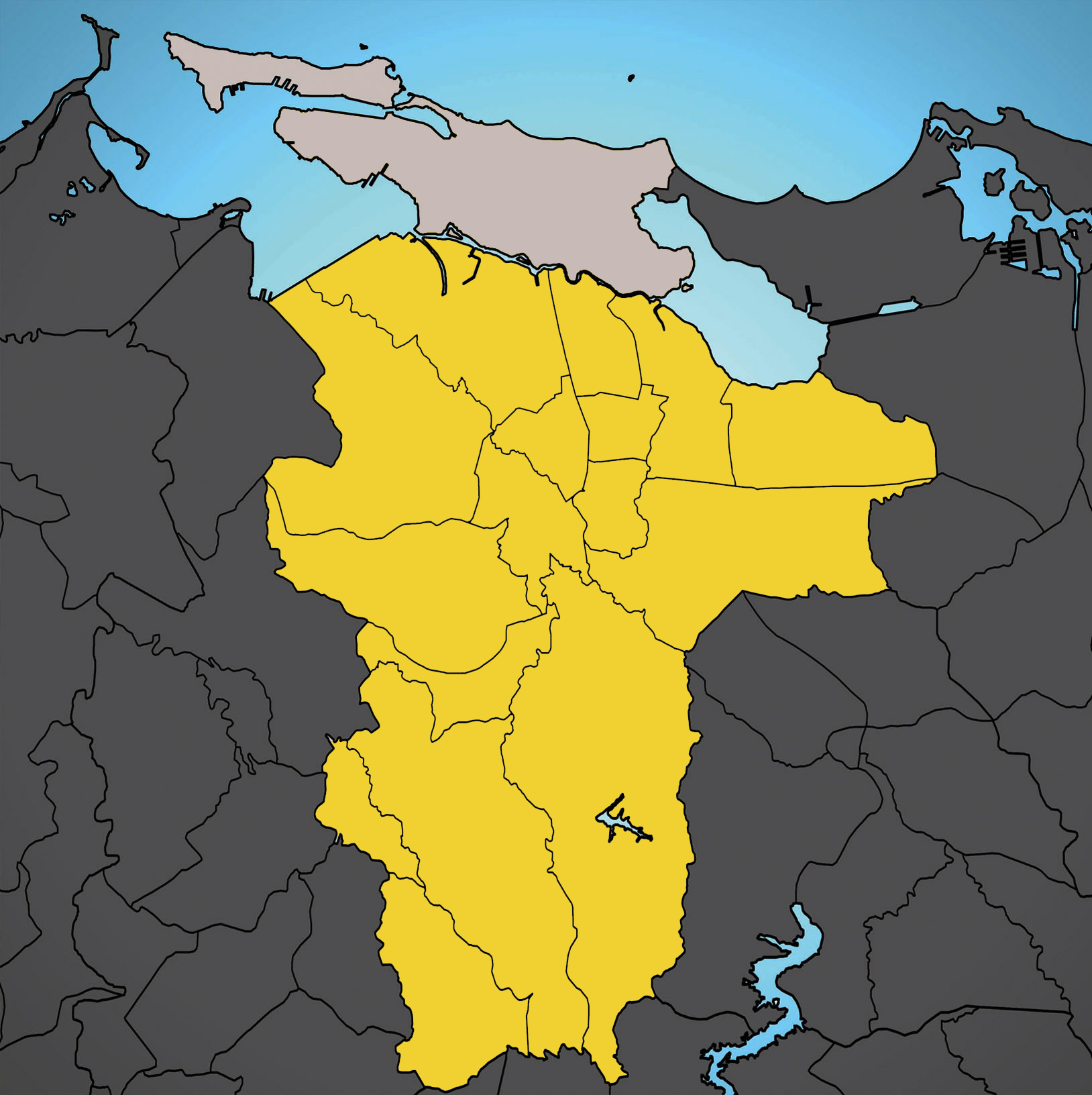
Rio Piedras (gelb) innerhalb von
San Juan (gelb + hellgrau)

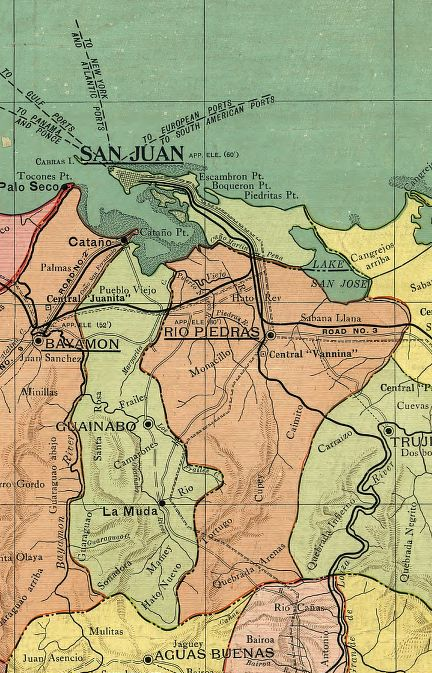
Rio Piedras und San Juan als separate Städte auf einer Karte von 1915

Río Piedras ist der größte Distrikt der Stadt San Juan in Puerto Rico. Im Jahre 1714 gegründet, beherbergt er seit 1903 die bedeutendste Universität des Landes. Diese besitzt den öffentlich zugänglichen botanischen Garten von San Juan, in dem über 200 Spezies zu finden sind. Río Piedras mit den Ortsteilen Caimito, Cupey, El Cinco, Gobernador Piñero, Hato Rey, Monacillo, Oriente, Pueblo, Quebrada Arenas, Sabana Llana, Tortugo und Universidad war ursprünglich selbständig, wurde aber am 1. Juli 1951 eingemeindet.

## Söhne und Töchter des Distrikts
- Jaime Figueroa (1910–2003), Geiger
- Mario Hernández (1924–2013), Musiker und Komponist
- Juan Venegas (1929–1987), Boxer
- Tito Nieves (* 1958), Salsasänger
- Carlos de León (1959–2020), Boxer
- La India (* 1969), Salsasängerin
- Ricky Martin (* 1971), Sänger
- Bengie Molina (* 1974), Baseballspieler
- Joaquin Phoenix (* 1974), Schauspieler
- Daddy Yankee (* 1976), Sänger
- Ramón Rodríguez (* 1979), Schauspieler
- Ñengo Flow (* 1981), Rapper und Sänger
- Myke Towers (* 1994), Rapper